# Campouriez
Campouriez é uma comuna francesa na região administrativa de Occitânia, no departamento de Aveyron. Estende-se por uma área de 18,38 km². Em 2010 a comuna tinha 355 habitantes (densidade: 19,3 hab./km²).